# Dr. Holl
Dr. Holl ist ein deutsches Filmdrama aus dem Jahre 1951. Unter der Regie von Rolf Hansen spielen Dieter Borsche und Maria Schell die Hauptrollen.

## Handlung
Der Industrielle Alberti ist zwar ein äußerst wohlhabender Mann, sorgt sich aber um seine Tochter Angelika. Die fragile, anämische junge Frau ist sterbenskrank und häufig bettlägerig. Alberti würde all sein Vermögen geben, könnte er doch nur irgendetwas für Angelika tun. Vergeblich haben Vater und Tochter viele Ärzte konsultiert. Die Mediziner haben sie längst aufgegeben. Doch das Wort „aufgeben“ kommt in Albertis Vokabular nicht vor. Einzig in der Medizinstudentin Helga, die sich ihren Lebensunterhalt als Krankenschwester verdient, findet er eine Verbündete: Helgas Verlobter Dr. Holl forscht intensiv nach Heilmitteln.
Dr. Holl arbeitet Tag und Nacht im Labor und scheint auf dem besten Wege, ein großer Mediziner zu werden. Als er vom „hoffnungslosen“ Fall Angelika Alberti hört, ist er bereit, sich ganz und gar darauf zu konzentrieren. Helga überredet Holl, mit ihm auf das Alberti‘sche Schloss zu ziehen, um der Kranken nah zu sein und dort seine Forschungen fortzusetzen. In dem alten Alberti finden beide einen großzügigen Gönner für all ihre Ausgaben sowie den Aufbau eines Laboratoriums. Als sich Angelika, die nichts von der Beziehung Holls zu Helga weiß, in ihren zukünftigen Retter verliebt, ist Helga bereit, ihn für Angelika – vorübergehend – aufzugeben. Holl solle Angelika heiraten, damit diese im Rausch des Glücksgefühls sterben könne. Denn bei aller Zuversicht glaubt auch Helga nicht, dass diese Ehe von Dauer sein dürfte.
Aus Holls Mitleid erwächst Liebe, und bald gelingt es dem Forscher sogar, endlich das dringend zu Angelikas Rettung benötigte Serum zu entwickeln. Angelika wird nun von Tag zu Tag gesünder. Sie spielt Klavier und singt, später lässt sie in freudiger Erwartung einer gemeinsamen Zukunft die Möbel umrücken, um aus zwei Schlafzimmern – Holls und das ihre – ein gemeinsames Schlafgemach zu gestalten. Helga reagiert zunächst entgeistert. Bald aber muss sie erkennen, dass sie mit jedem Tag, an dem Angelika gesünder wird, ihren Verlobten mehr und zu verlieren droht. Schließlich ist Holl, der erwägt, sich aus dem Staub zu machen, ihr entglitten, und Helga gibt ihn widerwillig frei. Der alte Alberti ist von den jüngsten Entwicklungen – Gesundung Angelikas und die Hochzeit mit ihrem Traummann – derart begeistert, dass er für Helgas Verzicht tief in die Tasche greift und ihr gleich eine ganze Klinik finanziert. Und so entscheidet sich Helga für eine berufliche Karriere.

## Produktionsnotizen
Thea von Harbou schrieb das Drehbuch nach einer Idee von Hans-Otto Meissner.
Dr. Holl, der auch gelegentlich mit dem Untertitel Die Geschichte einer großen Liebe geführt wurde, entstand zwischen dem 10. Oktober 1950 und Januar 1951. Gedreht wurde in den Bavaria-Ateliers in München-Geiselgasteig, die Außenaufnahmen entstanden in Sorrent und Umgebung sowie in Rom und im Golf von Neapel. Die Uraufführung erfolgte am 23. März 1951 in der Essener Lichtburg. Der große nationale Erfolg machte Dr. Holl auch für den internationalen Markt interessant. Noch 1951 lief er in Schweden an, danach (bis 1954) in Spanien, Finnland, Dänemark, Portugal und den USA.
Die Produktionsleitung hatte Carl W. Tetting, die Filmbauten wurden von Robert Herlth entworfen. Die Musik wurde von den Münchener Philharmonikern eingespielt.
Dr. Holl ist aus mehreren Gründen für die noch junge Bundesrepublik von filmhistorisch großer Bedeutung. Mit diesem Film, einer der kommerziell erfolgreichsten deutschen Produktionen der Nachkriegszeit, wurde das Arztfilmgenre aus der Taufe gehoben. Bis zum Ende der Adenauer-Ära folgten eine Fülle von weiteren Filmen, in denen (zumeist sehr edelmütige und selbstlose) Mediziner im Mittelpunkt standen, darunter auch der Sauerbruch-Film von Holl-Regisseur Hansen. Außerdem bedeutete Dr. Holl den endgültigen Durchbruch sowohl von Maria Schell als auch von Dieter Borsche als bundesrepublikanische Filmstars. Die seelenvolle Darstellung der moribunden Angelika brachte Schell überdies das (wenig schmeichelhaft gemeinte) Prädikat „Seelchen“ ein.
Eigentlich sollte Liselotte Pulver die Rolle der sterbenskranken Angelika spielen. Sie hatte unmittelbar zuvor ihre erste deutsche Rolle in dem gleichfalls von Friedrich A. Mainz produzierten Bergdrama Föhn mit Adrian Hoven und Hans Albers gespielt. Die Dreharbeiten zu Dr. Holl waren bereits im vollen Gange, als Mainz feststellen musste, dass die zu diesem Zeitpunkt noch unmündige Pulver gar nicht geschäftsfähig und somit der von ihr unterzeichnete Filmvertrag null und nichtig war. Pulvers Anwalt habe daraufhin, wie in Curt Riess’ Erinnerungsband Das gibt‘s nur einmal zu lesen ist, angeboten, dass Pulver dem Vertrag dennoch nachzukommen bereit sei, wenn man ihre Gage um 10.000 DM erhöhe. Daraufhin habe Mainz auf ihre Mitwirkung verzichtet und Maria Schell engagiert.
Die eine Szene, in der Angelika durch den väterlichen Schlosspark schreitet und nur von hinten zu sehen ist, spielte Borsches Ehefrau. Zu diesem Zeitpunkt war noch Liselotte Pulver unter Vertrag, wurde aber, um Kosten zu sparen, für diese eine einzige Auslandsszene nicht extra nach Italien geholt. Marianne Koch spielte in diesem Film eine ihrer ersten Filmrollen.
In der ursprünglichen Fassung hatte Drehbuchautorin Thea von Harbou ein Doppel-Happyend mit zwei Hochzeiten vorgesehen: Die von Angelika und Holl sowie eine weitere, von der entsagenden Helga mit Angelikas Vater, Helgas großzügigem Gönner. Diese Drehbuchidee wurde von Heidemarie Hatheyer, einer engen Vertrauten Hansens seit gemeinsamen Drehtagen 1944 (Ich glaube an Dich), vehement abgelehnt. Sie setzte sich durch.
Der große kommerzielle Erfolg von Dr. Holl ermutigten Hansen und Mainz, mit den beiden Holl-Costars Hatheyer und Wery gleich im Anschluss daran (1951) einen weiteren Arztfilm zu drehen: Das letzte Rezept.

## Auszeichnungen
- Das Land Nordrhein-Westfalen verlieh dem Film das Prädikat „künstlerisch hochstehend“.
- Dr. Holl erhielt im Juni 1951 bei den I. Internationalen Filmfestspielen Berlin eine Ehrenurkunde „für den hinsichtlich der schauspielerischen Leistung besten deutschen Film“.

## Kritiken
Riess lobte vor allem Dieter Borsches Spiel. In 'Das gibt‘s nur einmal' heißt es dazu: „Die Rolle des Dr. Holl ist wie geschaffen für Dieter Borsche. Bei ihm wirkt Passivität als Selbstlosigkeit, Unfähigkeit zu handeln als Edelmut. Alles Negative des Manuskripts wird bei ihm zu etwas Liebenswertem umgefälscht oder hinausgespielt. Nicht ohne Hilfe des Regisseurs Rolf Hansen, der Dieter Borsche unendlich lockert, ihm alles Verkrampfte nimmt, ihn noch die gefährlichsten Szenen mit solcher Selbstverständlichkeit spielen läßt, daß die Zuschauer das Gefühl haben, es handle sich um etwas Selbstverständliches…“
Kay Weniger schrieb in der Biografie Rolf Hansens kritisch über dessen Rolle bei der Entstehung eines neuen Filmgenres zu Beginn der 1950er Jahre. Dort hieß es: Er „initiierte mit dem kommerziell überaus zugkräftigen "Dr. Holl" Anfang 1951 die Arztfilm-Welle. Bar jeder Realität waren Hansens 50er Jahre-Ärzte voll triefendem Edelmut, Halbgötter in Weiß, die sich aufopfernd um ihre Schutzbefohlenen (bis zur Ehelichung) kümmern und in altväterlicher Penetranz, wie Ewald Balser als Prof. Sauerbruch in "Sauerbruch – das war mein Leben", ihre Patienten zu unmündigen Statisten degradieren.“

„Kennzeichen seiner Filme ist der „Mann in weiß“ als einsamer Held. Dem Priester und dem Staatslenker gesellt sich eine bereits aus dem alten UFA-Film bekannte Autoritätsfigur: der Arzt. Von DR. HOLL (1951) bis SAUERBRUCH (1954), werden die Ärzte meist in banale, sentimentale, zudem wenig realistische Filmhandlungen verstrickt – den Arzt selbst jedoch umgibt eine eigentümliche Aura, die ihn aus dem Volk heraushebt und ihm zu Magier, ja zu einem Ersatz-Priester stilisiert.“

Das Lexikon des Internationalen Films nannte Dr. Holl ein „publikumswirksames Kinodrama im Starstil der 50er Jahre.“